# Jürgen Klopp
Pour les articles homonymes, voir Klopp.
Jürgen Klopp, né le 16 juin 1967 à Stuttgart, est un footballeur allemand ayant évolué comme joueur entre 1986 et 2001 avant de se reconvertir comme entraîneur. Il est considéré comme l'un des meilleurs managers du monde.
Passé par plusieurs modestes clubs allemands, Jürgen Klopp dispute la majeure partie de sa carrière de joueur à Mayence. Il évolue d’abord comme attaquant puis en défense au sein du championnat national de deuxième division. Après avoir pris sa retraite en 2001, il devient l’entraîneur du club, monte en Bundesliga en 2004 avant d’être relégué à l’issue de la saison 2006-2007. 
En 2008, il devient le manager du Borussia Dortmund, guidant le club de la Ruhr vers le titre de Bundesliga en 2011, avant de remporter le tout premier doublé coupe-championnat de Dortmund au cours d'une saison 2011-2012 record. Il hisse également le Borussia en finale de la Ligue des champions en 2013, perdue face au Bayern Munich, avant de partir deux ans plus tard au terme du plus long mandat à la tête du club.
Klopp est recruté ensuite comme manager de Liverpool en 2015. Éloigné des sommets depuis plusieurs années, le club anglais retrouve progressivement les premiers rôles en accédant à la finale de l’Europa League en 2016 et deux autres finales de Ligue des champions en 2018 et 2022. Il gagne le trophée en 2019 face à Tottenham pour assurer son premier – et le sixième – titre de Liverpool dans la compétition. Après avoir décroché la Supercoupe d’Europe et la Coupe du monde des clubs, Klopp et Liverpool remportent enfin la Premier League en 2019-2020, mettant fin à une disette de trente ans, avec un record de 99 points. Après un doublé FA Cup-Coupe de la Ligue en 2022, il annonce son départ de la formation anglaise à l’issue de la saison 2023-2024.
Ces performances lui ont valu d’être élu entraîneur de l'année par la FIFA en 2019 et 2020. Adepte du contre-pressing et du football offensif, Klopp est également reconnu pour son charisme et son leadership sur ses joueurs. Son palmarès et sa personnalité, illustrée par ses célébrations enthousiastes au bord du terrain, participent également à sa popularité auprès des médias et supporters.

## Biographie

### Joueur
Avec 325 matchs en deuxième division allemande sous le maillot de Mayence, il fait partie des joueurs ayant disputé le plus grand nombre de matchs en D2. Avec 52 réalisations, il est également le deuxième meilleur buteur du club après Sven Demandt.

### Entraîneur-adjoint
Željko Buvač est la matière grise de Klopp. Tactique et recrutement, Zeljko est là pour décider. Jürgen étant un motivateur d'hommes sans égal, le Serbe et lui se complètent parfaitement ; Klopp le surnomme d'ailleurs the Brain, le cerveau,. Amis depuis 1992, ils étaient joueurs ensemble au FSV Mayence. Ils sont devenus ensemble entraîneur et adjoint en 2001. Depuis, Dortmund et Liverpool ont vu les deux amis les rejoindre.

### Mayence (2001-2008)
En 2001, Klopp devient l'entraîneur de Mayence à la suite de Wolfgang Frank, considéré comme son mentor. Après deux 4e places en D2 allemande, il conduit le club pour la première fois de son histoire en Bundesliga lors de la saison 2004/05. Il termine à la 11e place à la fin de la saison ainsi que durant la saison 2005/2006. Mayence est finalement relégué en D2 à la suite de sa 16e place en 2006/2007.
L'autre grand succès de Klopp fut la participation de Mayence à la Coupe UEFA, durant la saison 2005/2006, qualifié via le coefficient « Fair‑Play ». Il élimine les clubs arméniens du Mika Ashtarak (4-0 ; 0-0) et islandais du ÍBK Keflavík (2-0 ; 2-0) avant d'être finalement éliminé au troisième tour face au futur champion, le FC Séville (0-0 ; 0-2).
De retour en division 2, Mayence termine sa saison 2007/2008 à la 4e place à seulement deux points du promu, le FC Cologne.

### Borussia Dortmund (2008-2015)
Après cet échec, Jürgen Klopp signe un contrat de deux ans en mai 2008, avec le Borussia Dortmund qui s'est séparé de son entraineur, Thomas Doll, à la suite d'une humiliante 13e place en Bundesliga.

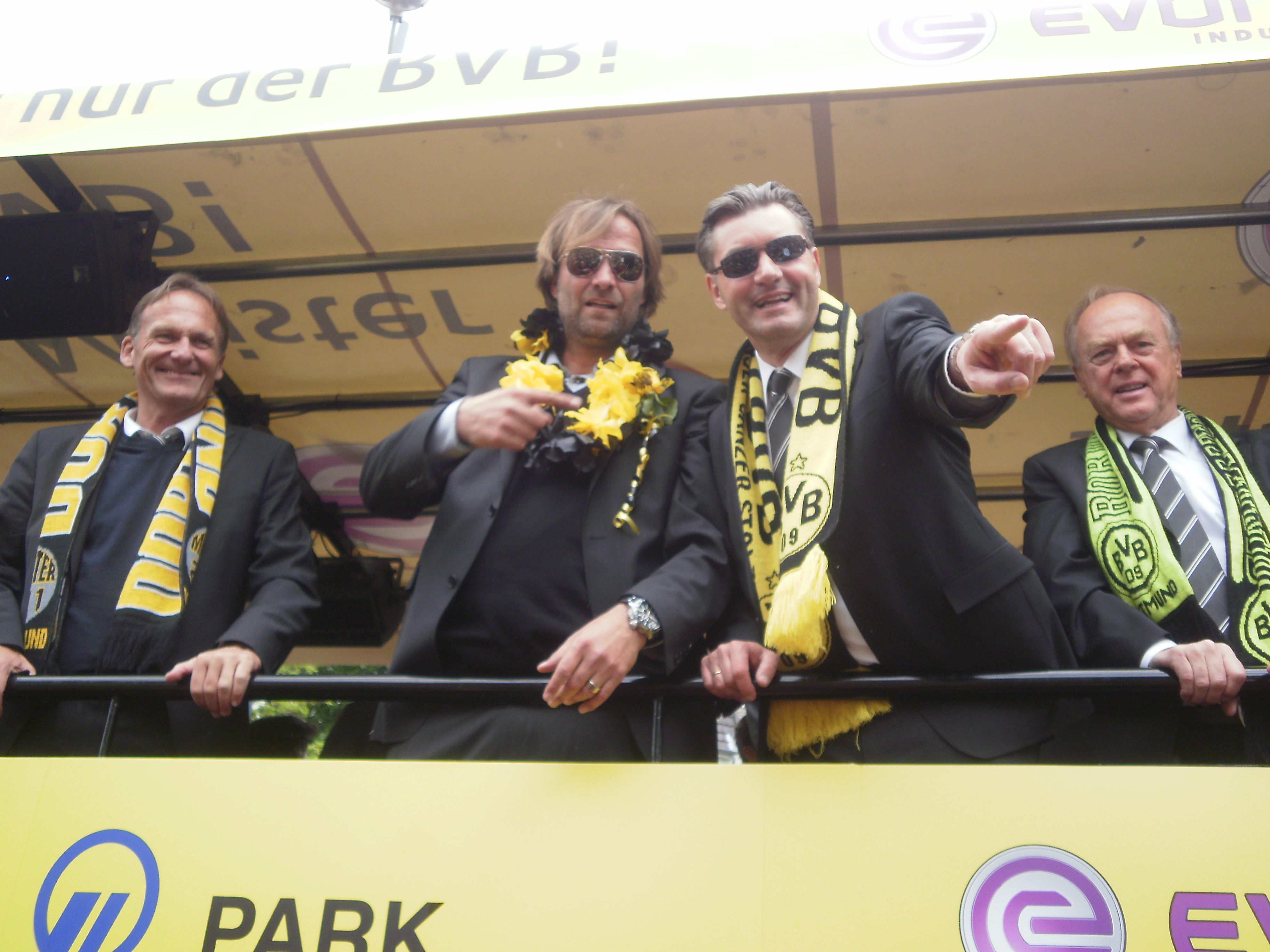
Jürgen Klopp et ses joueurs célèbrent le titre de champion 2011.

Klopp rapatrie dans son nouveau club deux joueurs qu'il a entraînés : Mohamed Zidan et le jeune Neven Subotić. Ces derniers se sont imposés comme des titulaires essentiels et indispensables dans l'attaque et la défense du Borussia. « Kloppo » commence la saison en remportant la Supercoupe d'Allemagne aux dépens du Bayern Munich (2-1) et termine à la trêve hivernale à la 6e place soit le meilleur début de saison de Dortmund depuis 5 ans. En mars, malgré les éliminations au premier tour de la Coupe UEFA par Udinese (0-2 ; 2-0 ; 2-4 tab) et en huitième de finale de la Coupe d'Allemagne par le Werder Brême (1-2) ainsi qu'une chute au classement (9e) les dirigeants du BVB maintiennent leur confiance en Klopp et le prolongent jusqu'en 2012. Le Borussia remonte à la 5e place au terme de la saison.
Outre les résultats, Jürgen Klopp sut gérer les difficultés concernant le manque d'adaptation d'Alexander Frei, buteur vedette du club, à son système de jeu nécessitant beaucoup de vivacité aux attaquants. Il relança également des joueurs longtemps blessés ou en difficultés sportives (Weidenfeller, Kehl, Owomoyela ou encore Valdez). Avec un entraînement basé sur un 4-2-3-1 avant tout destiné à lancer des contres foudroyants, emmenés par des joueurs clés : Mats Hummels, Neven Subotić, Nuri Şahin ou encore Robert Lewandowski, Shinji Kagawa puis Mario Götze et Lucas Barrios, le Borussia Dortmund survole la Bundesliga en 2011, laissant le puissant Bayern Munich à la troisième place. C'est un septième titre de champion pour le club et pour cet entraîneur ambitieux, qui s'est attiré les louanges des plus grands noms du football allemand.

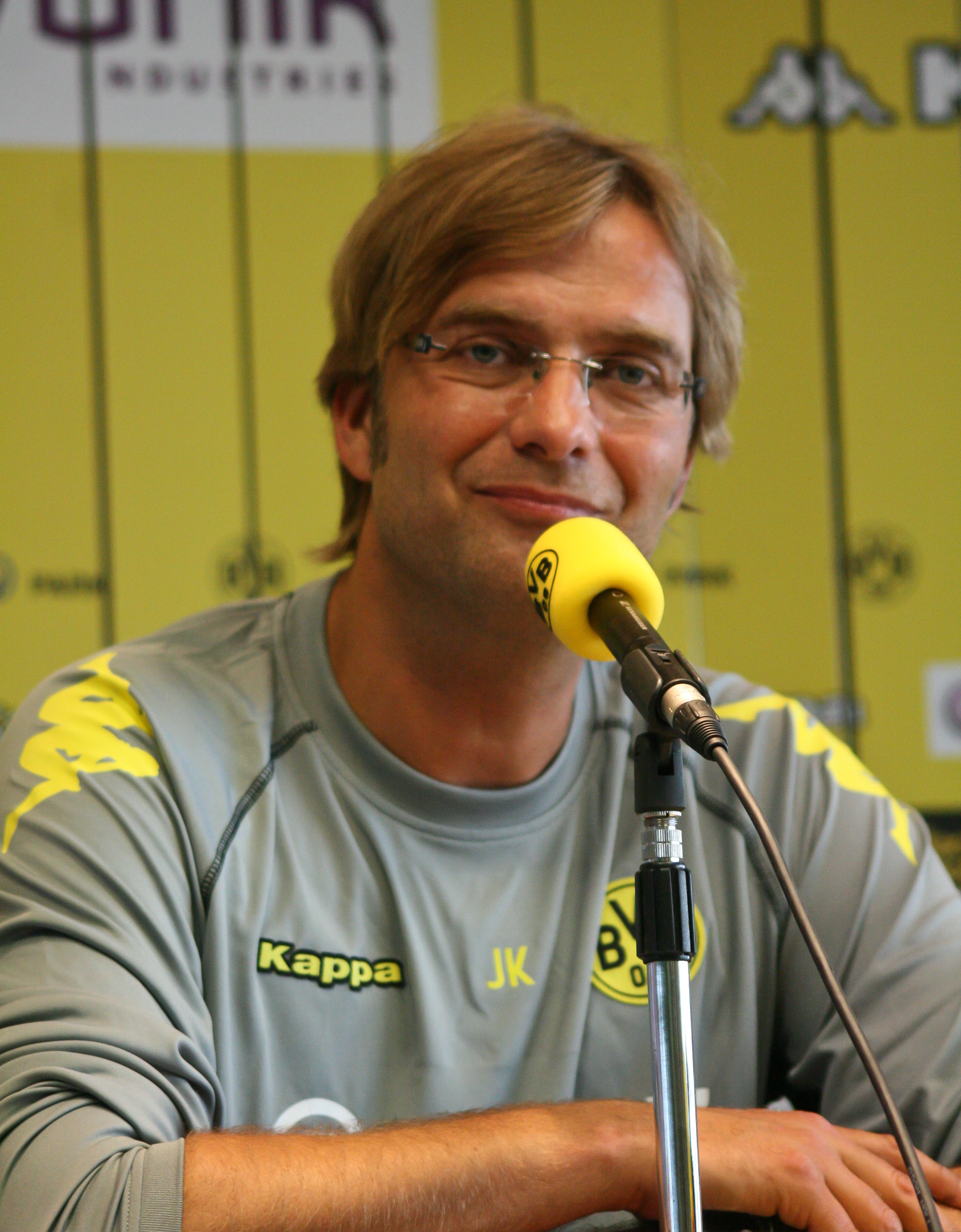
Klopp en conférence de presse en 2010

Au cours de la saison 2011-12 de Bundesliga, les 81 points accumulés par le Borussia Dortmund constituent le plus grand total de points jamais amassés dans l'histoire de la Bundesliga. Ce record sera battu ultérieurement par le Bayern. Dortmund est de nouveau sacré champion d’Allemagne. Le 12 mai 2012, Klopp entre dans l'histoire du Borussia Dortmund en réalisant le premier doublé Coupe-Championnat, après avoir battu le Bayern Munich 5-2 en finale du DFB-Pokal. Klopp décrit le doublé comme étant encore « mieux que ce qu’(il) aurait pu imaginer ».

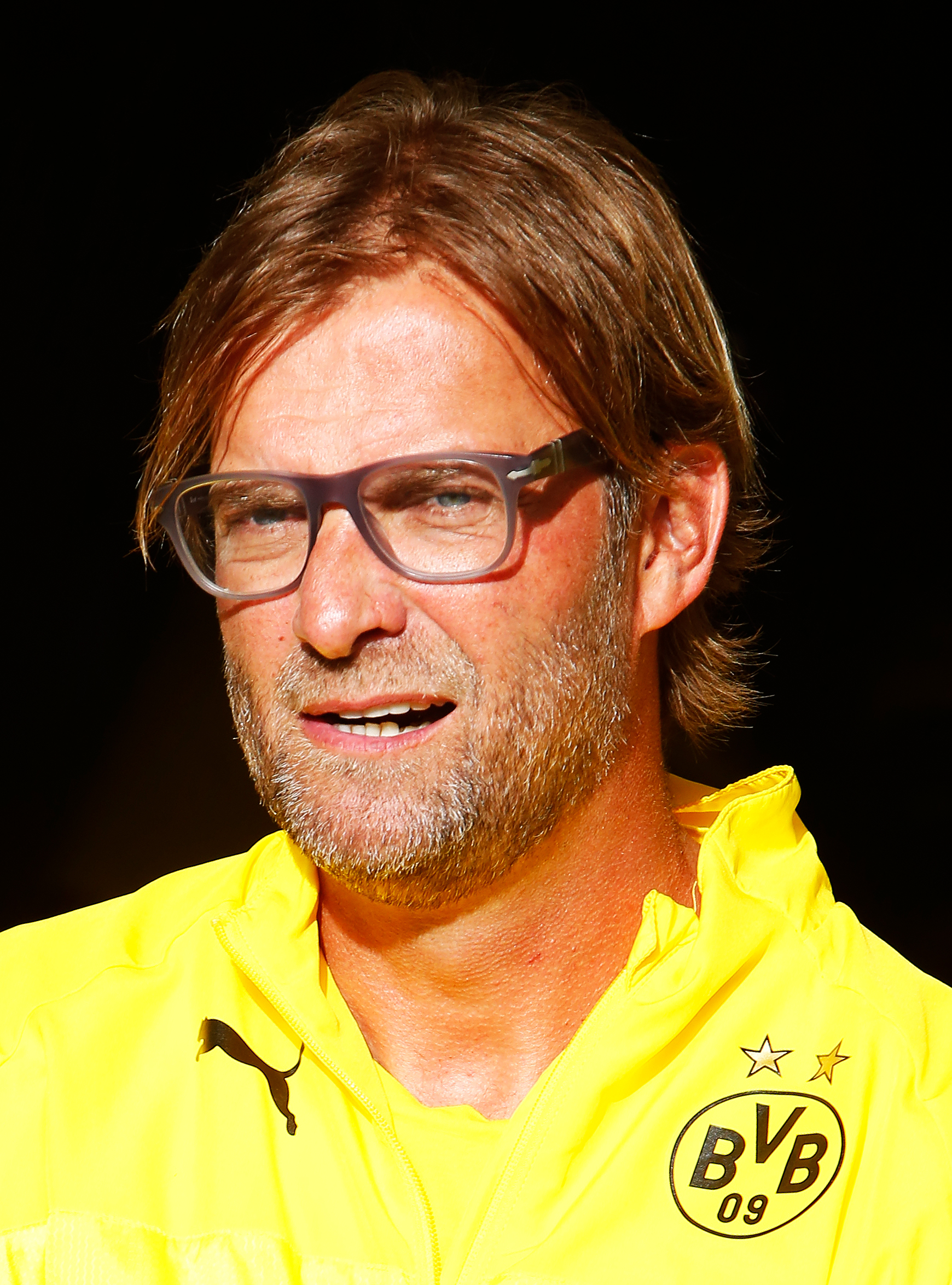
Jürgen Klopp en 2014.

Durant la saison 2012-2013, les performances en championnat du Borussia ne sont pas aussi impressionnantes que l’année précédente. Klopp insiste sur le fait que son équipe veut se focaliser sur la Ligue des Champions afin de compenser sa campagne européenne décevante en 2011-2012. Placés dans le groupe de la mort avec Manchester City, Real Madrid et l’Ajax, les hommes de Jürgen Klopp impressionnent, notamment contre le Real de José Mourinho, ne perdant pas un seul match et finissant premier de la poule. Le Borussia Dortmund poursuit sa route vers la finale lorsqu’il rencontre à nouveau Madrid au stade des demi-finales de la compétition. Après une performance exceptionnelle à domicile grâce à un quadruplé de Robert Lewandowski (4-1) , la défaite 2-0 au match retour n’empêche pas les jaunes et noirs d’atteindre la finale à Wembley. Opposé au rival du Bayern Munich dans un match serré, Dortmund s’incline finalement 1-2 avec un but d'Arjen Robben à la 89e minute.
Au début de la saison 2013-14, Klopp prolonge son contrat jusqu'en juin 2018. Il reçoit une amende de 10 000 €, le 17 mars 2014, après avoir été expulsé d'un match de Bundesliga contre le Borussia Mönchengladbach. La sanction fait suite à une « attaque verbale » sur l'arbitre mais Klopp reçoit le soutien de son président. En championnat, Dortmund termine de nouveau dauphin derrière le Bayern Munich et se fait éliminer en Ligue des Champions en quart par le Real Madrid (0-3 ; 2-0) qui prend sa revanche de l'édition précédente. Malgré une victoire en Supercoupe, le début de saison 2014-15 est catastrophique pour Dortmund classé 18e de Bundesliga au mois de janvier. Les jaunes et noirs remonteront finalement jusqu’à la 7e place au terme du championnat. La saison est d’autant plus décevante après une élimination en huitième de finale de la Ligue des champions contre la Juventus (défaite 3-0 à domicile). Le 15 avril 2015, Jürgen Klopp annonce qu'il quittera Dortmund à la fin de la saison et va prendre une année sabbatique.
Son dernier match comme responsable de l’équipe est la finale perdue de la coupe d'Allemagne (1–3) contre VfL Wolfsburg manquant de partir sur un dernier titre. En dépit de cette dernière saison pour partie ratée, Klopp a droit à des adieux chaleureux avec le public du Westfalenstadion, gardant finalement une grande estime du club et de ses supporteurs. Il quitte Dortmund avec un record de 180 victoires, 65 nuls et 73 défaites.

### Liverpool FC (2015-2024)
Après plusieurs jours de spéculation, Jürgen Klopp s'engage officiellement avec Liverpool le 8 octobre 2015. Sortant de sa période sabbatique, il succède à Brendan Rodgers, licencié pour une saison 2014-2015 moyenne et des résultats insuffisants lors du début de saison 2015-2016.
Au terme de la saison 2015-2016, Liverpool finit 8e du classement de la Premier League. Malgré tout, Jürgen Klopp, dès son arrivée au club, réussit à insuffler une dynamique positive à son effectif, et emmène le LFC à la finale de la coupe de la Ligue, contre Manchester City. Malheureusement, son équipe s'incline lors de la séance de tirs au but.
Il emmène aussi les Reds en finale de League Europa, après avoir gagné douloureusement contre le Borussia Dortmund, son ancienne équipe, mais en butant sur le triple détenteur consécutif du titre : le FC Séville.
Lors de la saison 2016-2017, Jürgen Klopp maintient son équipe à la tête du classement dans la première moitié de saison et obtient à la trêve hivernale la deuxième place. Malgré un début 2017 laborieux, le club finit la saison à la quatrième place.
En 2017-2018, faisant venir Mohamed Salah à Liverpool, il qualifie le club pour la finale de la Ligue des champions, après avoir éliminé le FC Porto en huitièmes (5-0,0-0), Manchester City en quarts (3-0,2-1) et la Roma en demis (5-2,2-4). Pas moins de 13 buts ont été marqués lors de cette confrontation aller-retour face au club romain. En finale, le club s'incline 3-1 face au Real de Madrid, principalement à cause de son gardien, Loris Karius, qui commet deux erreurs offrant deux buts au Real, pour Benzema (51e) et Bale (83e).
Avec les arrivées de Virgil van Dijk, au mercato d'hiver, de Naby Keïta et d'Alisson, au mercato d'été, Jürgen Klopp ne cache pas ses intentions de jouer le titre de Premier League en 2018-2019. Liverpool finit deuxième du championnat en établissant un record de points pour une équipe non-sacrée avec 97 points, un point seulement derrière le champion Manchester City. Pour rappel, le record absolu en termes de points était de 95 jusqu'à la saison 2017-2018.
Le 7 mai 2019, son équipe se qualifie pour la finale de la Ligue des champions à la suite d'une remontée épique contre le FC Barcelone (victoire 4-0 à Anfield après avoir perdu 0-3 à l'aller). Les choix tactiques payants du technicien allemand (titularisation de Divock Origi, entrée de Georginio Wijnaldum) ont été salués.
Le 1er juin 2019, son équipe remporte la finale de la Ligue des champions contre Tottenham, 2-0 au stade olympique de Madrid.
Le 14 août 2019, son équipe remporte la Supercoupe de l'UEFA contre Chelsea FC (2-2, 5-4 tab).
Le 13 décembre 2019 Jürgen Klopp prolonge son contrat avec Liverpool jusqu'en juin 2024.
Le 21 décembre 2019, Klopp gagne la coupe du monde des clubs contre Flamengo 1-0.
Le 25 juin 2020, Liverpool est sacré champion d'Angleterre, après trente années d'attente, à la suite de la défaite de Manchester City à Chelsea (2-1) lors de la 31e journée. Jurgen Klopp entre définitivement dans la légende du club. Ce sacre lui vaut même d'être comparé à Bill Shankly, véritable idole à Liverpool, par un certain nombre d'observateurs, dont les anciens joueurs du club Mark Lawrenson ou Bruce Grobbelaar qui dira de Klopp que c'est "Shankly réincarné dans un corps d'Allemand".
En 2021-2022, son équipe réalisera une saison exceptionnelle avec au bout du compte une Coupe d'Angleterre, une Coupe de la ligue, une finale de Ligue des champions qui verra Liverpool s'incliner face au Real Madrid et une deuxième place en Premier League à un point du champion. Le 28 avril 2022, le technicien allemand prolonge son contrat avec les Reds jusqu'en juin 2026.
Le 26 janvier 2024, un communiqué de Liverpool annonce qu'il quittera son poste d'entraîneur à la fin de la saison 2023-2024.
Le 31 juillet 2024, quelques semaines après avoir quitté Liverpool, Klopp annonce publiquement sa retraite du monde du football en déclarant qu'il en avait « fini » en tant qu'entraîneur. Il n'exclut toutefois pas un possible retour dans le foot dans un autre rôle dans quelques années.

### Carrière post-entraîneur
Le 9 octobre 2024, Red Bull annonce que Jürgen Klopp deviendra son Directeur du football mondial (Head of Global Soccer) à partir du 1er janvier 2025. Il supervisera alors le réseau international des clubs de football de Red Bull. Cette nomination ne se fait pas sans polémique, certains journaux allemands s'indignant de la signature de l'ancien entraîneur avec « une entreprise représentant le football business ».  
Le 1er octobre 2024, Klopp a reçu l'Ordre du Mérite de la part du président Frank-Walter Steinmeier au Château de Bellevue à Berlin, en reconnaissance de sa contribution à la démocratie et de son impact sur le monde du football et au-delà.  

## Statistiques

### Statistiques de joueur
| Saison                | Club                  | Championnat           | Championnat | Championnat | Coupe(s) nationale(s) | Coupe(s) nationale(s) | Play-offs | Play-offs | Total | Total |
| Saison                | Club                  | Division              | M.          | B.          | M.                    | B.                    | M.        | B.        | M.    | B.    |
| 1989-1990             | Rot-Weiss Francfort   | Oberliga Hessen       | -           | -           | 1                     | 0                     | 5         | 0         | 6     | 0     |
| Sous-total            | Sous-total            | Sous-total            | -           | -           | 1                     | 0                     | 5         | 0         | 6     | 0     |
| 1990-1991             | 1.FSV Mayence 05      | 2. Bundesliga         | 33          | 10          | -                     | -                     | -         | -         | 33    | 10    |
| 1991-1992             | 1.FSV Mayence 05      | 2. Bundesliga Süd     | 32          | 8           | 1                     | 0                     | -         | -         | 33    | 8     |
| 1992-1993             | 1.FSV Mayence 05      | 2. Bundesliga         | 41          | 3           | 2                     | 1                     | -         | -         | 43    | 4     |
| 1993-1994             | 1.FSV Mayence 05      | 2. Bundesliga         | 34          | 7           | 1                     | 1                     | -         | -         | 35    | 8     |
| 1994-1995             | 1.FSV Mayence 05      | 2. Bundesliga         | 33          | 7           | 3                     | 1                     | -         | -         | 36    | 8     |
| 1995-1996             | 1.FSV Mayence 05      | 2. Bundesliga         | 29          | 2           | 2                     | 0                     | -         | -         | 31    | 2     |
| 1996-1997             | 1.FSV Mayence 05      | 2. Bundesliga         | 24          | 3           | -                     | -                     | -         | -         | 24    | 3     |
| 1997-1998             | 1.FSV Mayence 05      | 2. Bundesliga         | 31          | 4           | 1                     | 1                     | -         | -         | 32    | 5     |
| 1998-1999             | 1.FSV Mayence 05      | 2. Bundesliga         | 29          | 4           | 1                     | 0                     | -         | -         | 30    | 4     |
| 1999-2000             | 1.FSV Mayence 05      | 2. Bundesliga         | 30          | 4           | 3                     | 0                     | -         | -         | 33    | 4     |
| 2000-2001             | 1.FSV Mayence 05      | 2. Bundesliga         | 9           | 0           | 1                     | 0                     | -         | -         | 10    | 0     |
| Sous-total            | Sous-total            | Sous-total            | 325         | 52          | 15                    | 4                     | -         | -         | 340   | 56    |
| Total sur la carrière | Total sur la carrière | Total sur la carrière | 325         | 52          | 16                    | 4                     | 5         | 0         | 346   | 56    |

### Statistiques d'entraîneur
| FSV Mayence       | 27 février 2001  | 30 juin 2008 | 270  | 111 | 73  | 86  | 41,1 |
| Borussia Dortmund | 1er juillet 2008 | 30 juin 2015 | 318  | 180 | 65  | 73  | 56,6 |
| Liverpool FC      | 8 octobre 2015   | 30 juin 2024 | 489  | 304 | 100 | 85  | 62,2 |
| Total             | Total            | Total        | 1077 | 595 | 238 | 244 | 55,2 |

## Palmarès d'entraîneur
| Borussia Dortmund (5) - Championnat d'Allemagne (2) - Champion : 2011 et 2012. - Vice-Champion : 2013 et 2014. - Coupe d'Allemagne (1) - Vainqueur : 2012. - Finaliste : 2014 et 2015. - Supercoupe d'Allemagne (2) - Vainqueur : 2013 et 2014. - Finaliste : 2011 et 2012. - Ligue des champions - Finaliste : 2013. |  | Liverpool FC (8) - Championnat d'Angleterre (1) - Champion : 2020. - Vice-Champion : 2019 et 2022. - Coupe d'Angleterre (1) - Vainqueur : 2022 - Coupe de la Ligue (2) - Vainqueur : 2022 et 2024 - Finaliste : 2016. - Community Shield (1) - Vainqueur : 2022. - Finaliste : 2019 et 2020. - Ligue des champions (1) - Vainqueur : 2019. - Finaliste : 2018 et 2022. - Supercoupe de l'UEFA (1) - Vainqueur : 2019. - Coupe du monde des clubs de la FIFA (1) - Vainqueur : 2019. - Ligue Europa - Finaliste : 2016. |

### Distinctions personnelles
- Entraîneur de l'année par The Best FIFA Football Awards 2019 et 2020
- Entraîneur de l'année du Championnat d'Angleterre en 2020 et 2022
- Entraîneur allemand de l'année en 2011, 2012, 2019 et 2022
- Meilleur entraîneur mondial de club de l'année en 2019
- Onze d'or du meilleur entraîneur de la saison par Onze Mondial en 2019
- Troisième du Prix d'entraîneur de l'année FIFA en 2013
- Entraîneur du mois du championnat d'Angleterre en septembre 2016, décembre 2018, mars 2019, août 2019, septembre 2019, novembre 2019, décembre 2019, janvier 2020
- Ordre du Mérite de la République fédérale d'Allemagne en octobre 2024